# 모밀잣밤나무속
모밀잣밤나무속은 참나무과의 상록수로 이루어진 속이다. 아시아 동부의 열대 및 아열대 지방에 120종이 분포한다. 58종이 중국이 원산지이며, 그중 30종은 중국의 고유종이다. 나머지 종은 인도차이나 반도와 인도네시아, 일본 등에 분포한다.
이 중에서 한반도에는 다음 두 종이 서식하고 있다.
- 모밀잣밤나무(Castanopsis cuspidata)
- 구실잣밤나무(Castanopsis sieboldii)